# 울프럼 리서치
울프럼 리서치(Wolfram Research, Inc.)는 계산 기술을 개발하는 미국의 다국적 기업이다. 울프럼의 대표 제품은 기술 컴퓨팅 프로그램인 울프럼 매스매티카이며 1988년 6월 23일 처음 출시되었다. 다른 제품으로는 울프럼 알파, 울프럼 시스템모델러, 울프럼 워크벤치, gridMathematica, GridMathematica, 울프럼 파이낸스 플랫폼(Wolfram Finance Platform), webMathematica, 울프럼 매스매티카, 울프럼 클라우드, 울프럼 프로그래밍 랩이 있다. 울프럼의 최고경영자(CEO)는 창립자 스티븐 울프럼이다. 이 기업의 본사는 미국 일리노이주 섐페인에 위치해 있다.

## 역사
울프럼 리서치는 2009년 5월 16일 답변 엔진인 울프럼 알파를 출시했다. 이는 엄선된 대규모 계산 가능한 데이터를 텍스트의 의미적 색인화를 포함한 지식 생성 및 획득에 대한 새로운 접근 방식을 제공한다.
Wolfram Research는 2011년 3월 30일에 MathCore Engineering AB를 인수했다.
2011년 7월 21일, Wolfram Research는 계산 가능한 문서 형식 (CDF)을 출시했다. CDF는 동적으로 생성된 대화형 콘텐츠의 손쉬운 제작을 가능하게하는 전자 문서 형식이다.
2014년 6월, Wolfram Research가 Wolfram 언어를 새로운 일반적인 다중 패러다임 프로그래밍 언어로 공식적으로 소개했다. 이 언어는 Mathematica에서 주로 사용되는 주요 프로그래밍 언어이다.
2020년 4월 15일, Wolfram Research는 미국 연방정부의 소규모 사업청이 관리하는 Paycheck Protection Program의 일환으로 COVID-19 팬데믹 동안 직원에게 월급을 지원하기 위해 5,575,000달러를 받았으며 이 대출은 사면되었다.

## 제품 및 리소스

### 매스매티카
Mathematica는 컴퓨터로 수학을 수행하는 소프트웨어 프로그램으로 시작되었으며, 현재는 기술 컴퓨팅 소프트웨어의 모든 분야를 아우르는 기능을 갖추고 있다. 이 소프트웨어는 신경망, 기계 학습, 이미지 처리, 기하학, 데이터 과학, 시각화 등을 위한 기능을 포함하고 있다. Mathematica의 핵심 미션은 기호 계산을 수행할 수 있는 능력으로, 예를 들어 부정적분을 기호적으로 해결할 수 있는 기능을 제공한다. Mathematica는 노트북 인터페이스를 포함하고 있으며 발표용 슬라이드를 만들 수 있다. Mathematica는 데스크탑 버전, 그리드 컴퓨팅 버전, 클라우드 버전으로 제공된다.

## 출판
Wolfram Research는 MathWorld와 ScienceWorld 백과사전을 포함한 여러 무료 웹사이트를 운영하고 있다. 2002년에 출시된 ScienceWorld는 화학, 물리학, 천문학, 과학적 전기와 관련된 사이트들로 나누어져 있다. 2005년, 물리학 사이트는 American Scientist 잡지에서 "가치 있는 자료 (valuable resource)"로 평가되었다. 그러나 2009년까지 천문학 사이트는 구식 정보, 불완전한 기사, [깨진 링크]] 등의 문제로 어려움을 겪고 있다고 언급되었다.
Wolfram Demonstrations Project는 무료 Mathematica Player 런타임을 사용하여 상호작용적인 기술적 데모를 호스팅하는 협업 사이트이다.
Wolfram Research는 또한 The Mathematica Journal을 발행하고 있으며, Stephen Wolfram은 Wolfram Media를 통해 여러 가지 책을 출판했다. 또한, 전자 교과서 제작에 대한 실험을 진행한 바 있다.

## 미디어 활동
Wolfram Research는 범죄 해결의 수학적 측면을 다룬 CBS TV 시리즈 Numb3rs의 수학적 자문을 맡았다.

## 같이 보기
에릭 웨이스타인